# 大和田愛羅
大和田 愛羅（おおわだ あいら、1886年3月24日 - 1962年8月11日）は、日本の音楽家、声楽家、教育家。

## 経歴
東京府東京市牛込区牛込下宮比町（現在の東京都新宿区下宮比町）で医師の長男として生まれる。父親が若くして亡くなったため新潟県村上市の祖父のもとで育てられ、新潟師範学校付属小学校、新潟県中学校を経て東京音楽学校声楽科に入学。卒業後は東京府立女子師範学校、東京府立第二高等女学校の教諭となる。
1938年4月には第6回日本音楽コンクールの審査員を務めている。
第二次世界大戦後は上野学園大学の教授に就任。明治大学、東京慈恵会医科大学、国立音楽学校、東洋音楽学校などでも学生の指導にあたった。

## 作曲
第二次世界大戦以前の童謡や学校唱歌を多数作曲したほか、新潟県内を中心に学校校歌の作曲を手掛けた。

### 唱歌
- 『汽車』[3]

### 学校歌など
- 東京慈恵会医科大学学生歌（作詞：川路柳虹）[4]
- 茨城県立水戸工業高等学校（作詞：葛西しげる）[5]
- 新潟県立新潟中学校（旧制）（作詞：相馬御風）[6]
- 新潟県立新潟高等学校（作詞：堀口大学）[6]
- 新潟県立新潟商業高等学校（作詞：相馬御風）[7]
- 新発田市立外ヶ輪小学校（作詞：手塚義明）[8]
- 杉並区立杉並第四小学校（作詞：中村宇乃）[9]
- 福生市立福生第一中学校（作詞：今西正一）[10]
- 川越市立南古谷小学校
- 川越市立南古谷中学校〈旧〉（1961年廃校）
- 新潟市立栄小学校（作詞：相馬御風）